# قضاء مرمرة
مرمرة هو قضاء عبارة عن جزر في محافظة بالق أسير، تركيا. ويضم جزر مرمرة وآوشا وإكينليك وباشاليماني إلى جانب الجزر الصغيرة المجاورة. بلغ عدد السكان 2,425 نسمة في عام 2010.